# 2131 Mayall
2131 Mayall је астероид. Приближан пречник астероида је 7,77 ,
а средња удаљеност астероида од Сунца износи 1,887 астрономских јединица (АЈ).
Инклинација (нагиб) орбите у односу на раван еклиптике је 33,993 степени, а орбитални период износи 946,941 дана (2,592 године). Ексцентрицитет орбите астероида износи 0,110.
Апсолутна магнитуда астероида износи 12,72 а геометријски албедо 0,239.
Астероид је откривен . 1973. године.